# Eupompha edmundsi
Eupompha edmundsi is een keversoort uit de familie van oliekevers (Meloidae). De wetenschappelijke naam van de soort is voor het eerst geldig gepubliceerd in 1953 door Selander.